# Ixhuacán de los Reyes (municipalité)
La municipalité d'Ixhuacán de los Reyes est l'une des 212 municipalités de l'État de Veracruz, et est située dans la partie centrale de cet État. Située à l'ouest du golfe du Mexique, la municipalité est assise sur les contreforts de la Sierra Madre orientale, et appartient à la partie occidentale du bassin versant du fleuve Río Antigua. Elle est limitrophe, au sud, de l'État de Puebla. Son chef-lieu est la ville éponyme d'Ixhuacán de los Reyes. Elle dépend de la région administrative de Capital, qui est une des 10 subdivisions administratives de l'État de Veracruz, et qui comprend sa capitale étatique, Xalapa.

## Géographie
La municipalité d'Ixhuacán de los Reyes s'étend dans les confins nord-ouest du bassin versant du fleuve Río Antigua. Son territoire forme une excroissance au sud-est, à l'endroit où confluent les rivières Río Huitzilapan au nord et Río Tlilapa au sud, et dont la confluence donne naissance au fleuve Río Antigua, localement nommé Río los Pescados. Le Río Tlilapa forme sa limite à l'extrême sud, tandis que le Río Huitzilapan la traverse un peu plus au nord. Assise sur le contreforts du massif de la Sierra Madre orientale, elle confine à l'extrême nord sur le pentes méridionales du volcan Cofre de Perote. Son altitude oscille entre 800 et 3700 mètres. Son chef-lieu, la ville éponyme de d'Ixhuacán de los Reyes, se trouve dans les confins sud-ouest de son territoire. Ce territoire couvre une superficie de 149,8 km2, et était peuplé en 2020 de 11 387 habitants, pour une densité de 76 habitants par km2.
Cette municipalité est limitrophe au nord de celle de Xico, à l'ouest de celle d'Ayahualulco, au sud, dans l'État de Puebla, de celles de Quimixtlán et Chichiquila, et à l'est, à nouveau dans l'État de Veracruz, de celles de Tlaltetela, de Cosautlán de Carvajal, d'Ayahualulco, qui présente une exclave à l'est, et de Teocelo.

## Composition et démographie
La municipalité était composée en 2020 de 52 localités, dont une seule était considérée comme urbaine, les autres étant rurales.
| Localité              | Population |
| --------------------- | ---------- |
| Ixhuacán de los Reyes | 2692       |
| Monte Grande          | 926        |
| Barranca Nueva        | 808        |
| Tlalchy               | 625        |
| Caltzontepec          | 554        |
| Reste des localités   | 5782       |
| Total population      | 11 387     |

En plus de l'espagnol, plusieurs langues amérindiennes sont parlées dans la municipalité, dont les principales sont par ordre d'importance : le nahuatl, et dans une moindre mesure le totonaque, le zapotèque, et l'otomí.

## Histoire
Lors de la conquête du Mexique, et du passage d'Hernán Cortés en août 1519, la région est peuplée par des totonaques.

## Économie

### Agriculture et élevage
La superficie des parcelles semées représentait en 2021 une surface totale de 1224 hectares, parmi lesquels 633 hectares étaient voués à la culture du caféier, 429 hectares étaient voués à la culture du maïs, et 85 hectares étaient voués à celle du haricot.
En 2021, la production de viande par tonnes comprenait 141,5 tonnes de viande bovine, 21,2 tonnes de viande porcine, 8,8 tonnes de viande ovine, 13 tonnes de viande caprine, 37,8 tonnes de volailles, et 2,6 tonnes de dinde. La superficie vouée à l'élevage représentait alors 5312 hectares.